# Pałac Sanguszków w Gumniskach
Pałac Sanguszków – otoczona parkiem dawna rezydencja magnacka Sanguszków, ostatnich właścicieli Tarnowa, znajdująca się w tarnowskiej dzielnicy Gumniska. Oprócz pałacu i parku do rejestru zabytków wpisano: oficynę, spichrz oraz dwa budynki administracyjne. Od 1945 roku siedziba Zespołu Szkół Ekonomiczno-Ogrodniczych w Tarnowie.

## Lokalizacja
Zespół pałacowo-parkowy położony jest w Gumniskach, w południowo-wschodniej dzielnicy Tarnowa. Znajduje się po południowej stronie ulicy Braci Saków, na wschód od wiaduktu kolejowego na linii nr 91.

## Historia

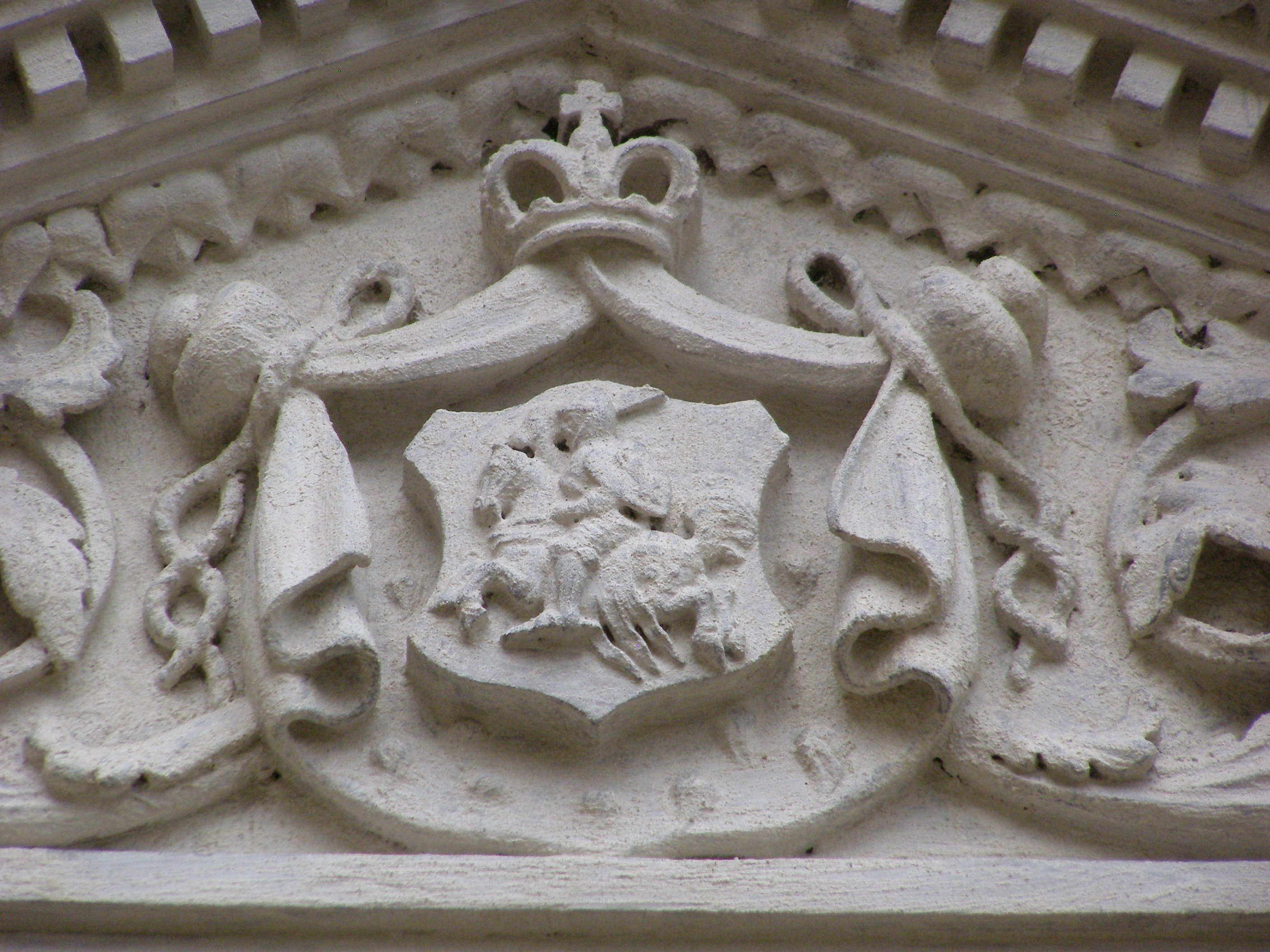
Herb książąt Sanguszków Pogoń Litewska, zdobiący portal od strony południowej pałacu

Sanguszkowie herbu Pogoń Litewska to magnacki ród książęcy (kniaziowski), będący gałęzią litewskiej dynastii Giedyminowiczów. Dobra tarnowskie wraz z Gumniskami stały się ich własnością w XVIII wieku.

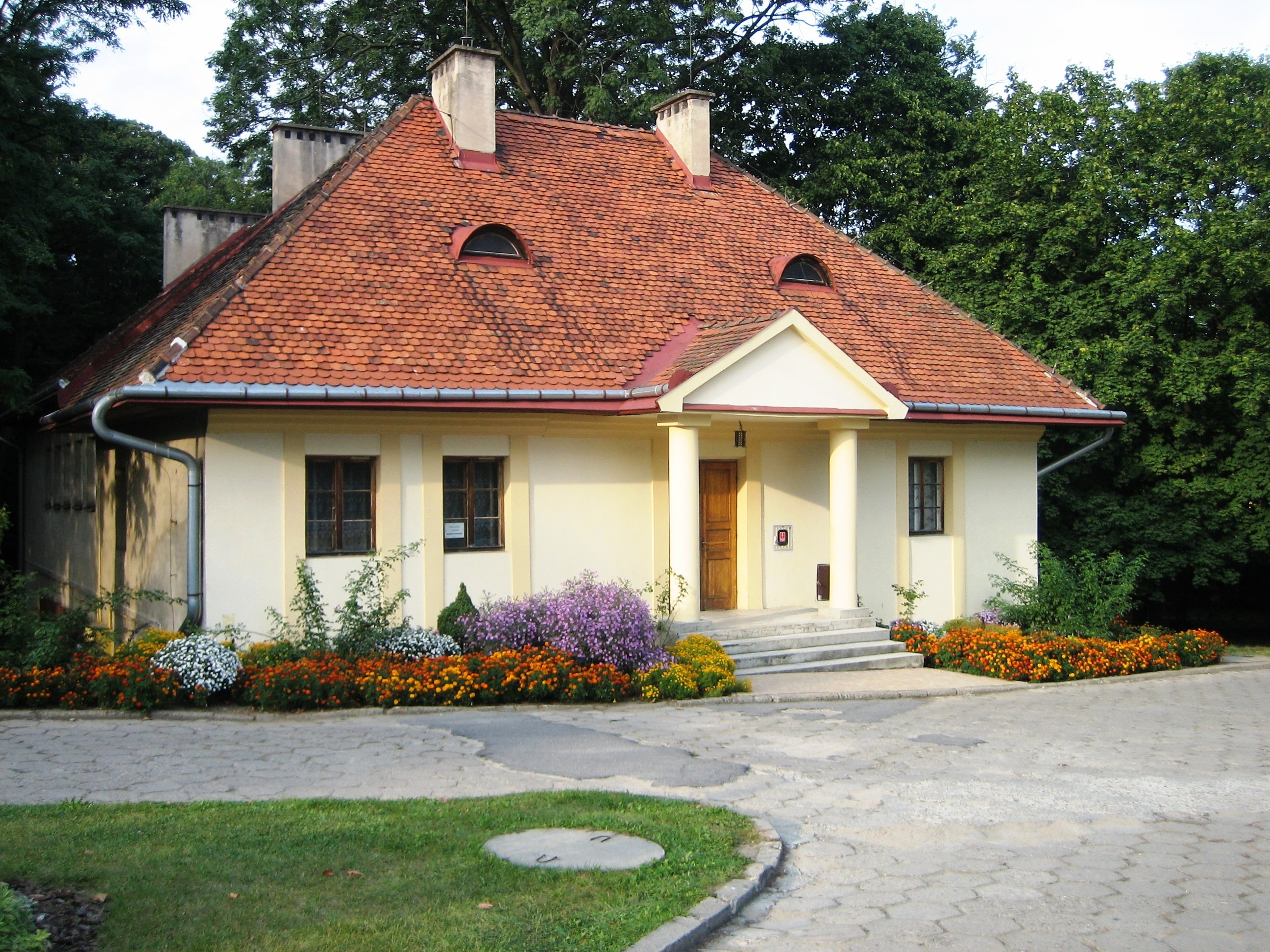
Oficyna z dwukolumnowym portykiem, zbudowana w XVIII w.

W 1799 roku, w miejscu drewnianego dworu, budowę rezydencji letniej rozpoczął Hieronim Sanguszko. Wymurowano jednopiętrowy budynek w stylu klasycystycznym, obecne skrzydło zachodnie. Na południowym stoku założono ogród o założeniu geometrycznym. W latach późniejszych założono rozległy park typu angielskiego (krajobrazowy). Park zajmował powierzchnię około 11 ha, cała posiadłość wraz z zabudowaniami folwarcznymi – ok. 37 ha.
W 1834 roku rezydencję rozbudował wnuk Hieronima, Władysław Sanguszko. Dobudowano dwupiętrowe wschodnie skrzydło, które połączono z zachodnim niższą przewiązką. W 1860 roku w pałacu urodził się Paweł Sapieha, pierwszy prezes Polskiego Czerwonego Krzyża. W czasie powstania styczniowego Sanguszkowie urządzili tu lazaret, w którym leczono rannych powstańców. W drugiej połowie XIX wieku do zachodniego skrzydła pałacu dobudowano neogotycką kaplicę według projektu Feliksa Księżarskiego.
W okresie międzywojennym od wschodniej strony wymurowano przybudówkę, w której mieściła się kuchnia, a z południowej strony pałacu założono ogród włoski w układzie tarasowym, z dużą fontanną na środku. Roman Sanguszko, ostatni prywatny właściciel posiadłości w Gumniskach, we wrześniu 1939 roku wyjechał z Polski. W pałacu pozostała jego matka, księżna Konstancja. W czasie II wojny światowej rezydencję zajmowali Niemcy. W 1945 roku część wyposażenia rezydencji zrabowano, reszta trafiła do tarnowskiego muzeum.
Po wojnie majątek Sanguszków upaństwowiono, księżnę Konstancję usunięto z pałacu. W 1945 roku pałac stał się siedzibą Tarnowskiej Szkoły Ogrodniczej, która w ciągu lat zmieniała swoją nazwę.
W 2018 roku bez wiedzy i zgody konserwatora zabytków wyasfaltowano drogę na terenie pałacowym.

## Architektura

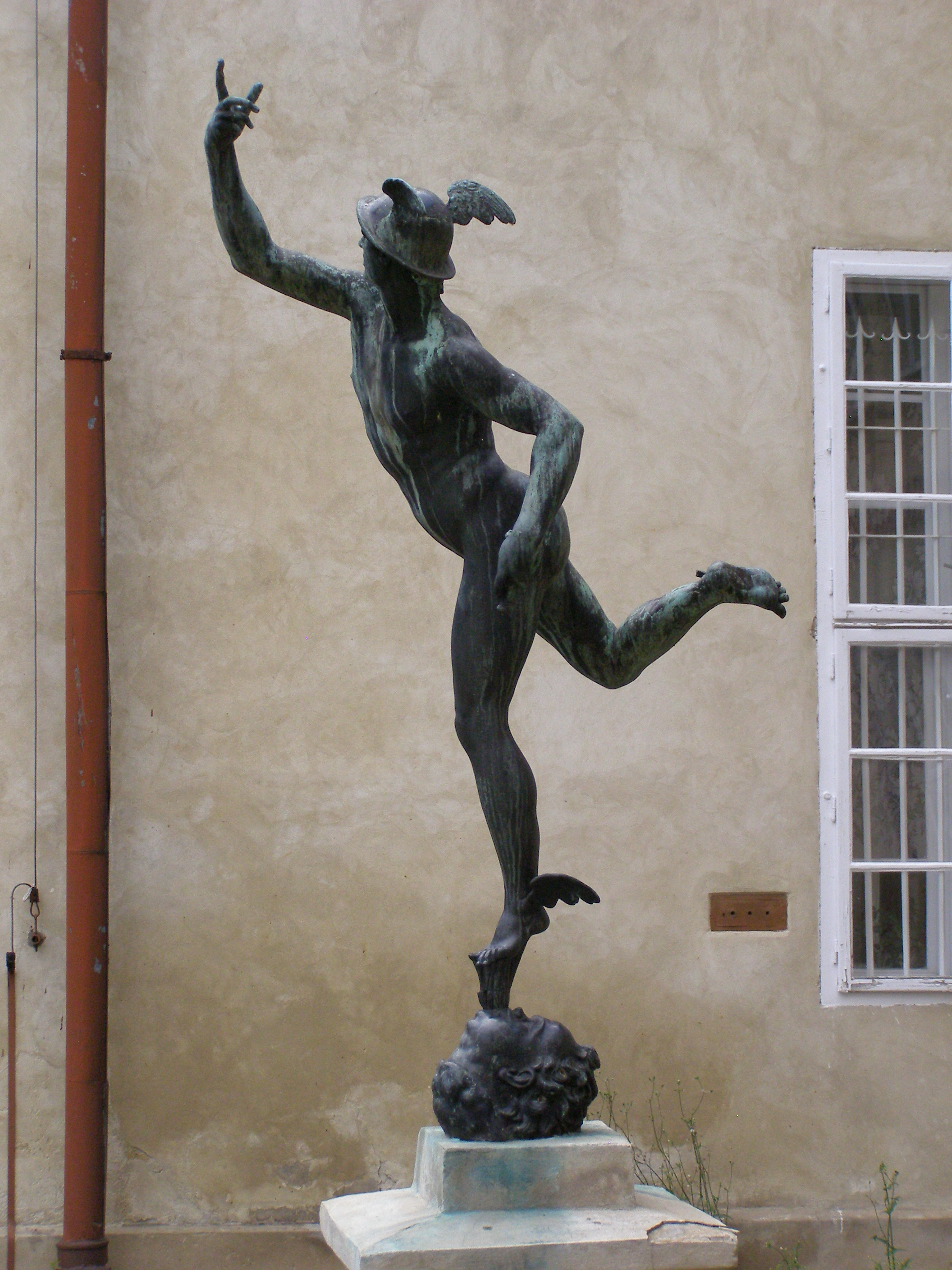
Posąg Merkurego, kopia rzeźby z brązu Giambologny

### Pałac
Pałac w obecnym kształcie to budowla zbudowana na planie litery C, posiada cechy architektury klasycystycznej z elementami eklektycznymi. Do zachodniego skrzydła pałacu przylega neogotycka kaplica, elewację po stronie południowo-zachodniej wykonano w stylu neorenesansowym. Dwupiętrowe skrzydło wschodnie i jednopiętrowe skrzydło zachodnie łączy jednopiętrowa węższa przewiązka z portykiem kolumnowym przed podjazdem od strony północnej. Cztery doryckie kolumny i dwa murowane słupy podpierają taras nad wejściem. Wejście główne prowadzi do obszernego holu ze sklepieniem kolebkowym. Znajduje się tutaj neorenesansowy marmurowy kominek, który zdobi popiersie Tadeusza Kościuszki autorstwa Jerzego Popiela z 1946. Rezydencja, w części podpiwniczona, jest budowlą dwutraktową, a częściowo z trzytraktowym układem pomieszczeń. W skrzydle zachodnim znajduje się dawna sala balowa, z kolumnami i klasycystyczną dekoracją stiukową. W niektórych pomieszczeniach na parterze zastosowano sklepienia żaglaste.

### Posąg Merkurego
Wykonany z brązu posąg Merkurego stoi na tarasie po południowej stronie pałacu. Przedstawia sylwetkę nagiego posłańca bogów unoszącego się tchnieniem wiatru. Posąg jest kopią rzeźby Giambologny. Oryginał, pochodzący z 1580 roku, znajduje się w Palazzo del Bargello we Florencji.

### Oficyna
Stojąca przy pałacu murowana oficyna z XVIII wieku, z dobudowanym później skrzydłem, zbudowana jest w formie dworku z dwukolumnowym portykiem od frontu. Parterowy, podpiwniczony budynek ma dwutraktowy układ pomieszczeń. Czterospadowy dach, z lukarnami w kształcie wolego oka, pokryty jest dachówką.

## Park

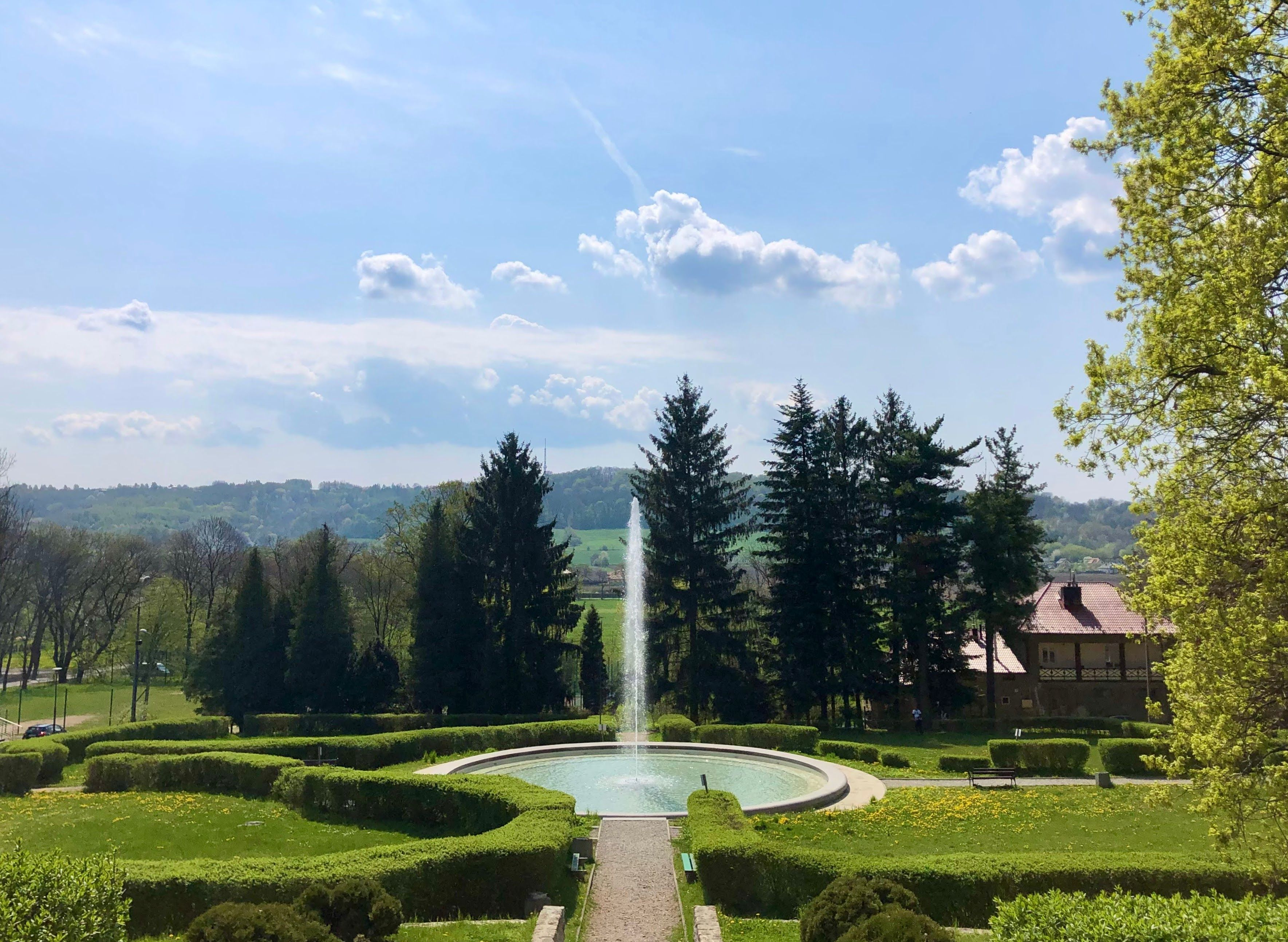
Fontanna w parku Sanguszków

Rozległy park Sanguszków usytuowany jest na łagodnych stokach wzgórza pałacowego. Od strony północnej park zachował styl romantycznego ogrodu angielskiego, nawiązującego do naturalnych parków krajobrazowych, o nieregularnej siatce alejek, ze swobodnie rozmieszczonym drzewostanem. W starodrzewie dominują rodzime gatunki drzew liściastych i iglastych, z domieszką gatunków egzotycznych (m.in. tulipanowce amerykańskie, platany klonolistne, robinie akacjowe, sosny wejmutki, metasekwoja chińska). Platan klonolistny rosnący przed pałacem jest najgrubszym drzewem w Tarnowie. Na stoku, po południowej stronie pałacu, usytuowano dwupoziomowy klasyczny ogród w stylu włoskim. Na środku ogrodu znajduje się, wyremontowana w 2020 roku, fontanna. Kamienne schody prowadzą na taras przed pałacem. Południowo-zachodnia część parku ma charakter leśny. Cały drzewostan, ponad 10 hektarowego parku, jest grupowym pomnikiem przyrody. 